# Marzotto Hockey Valdagno 1970
Questa voce raccoglie le informazioni riguardanti il Marzotto Hockey Valdagno nelle competizioni ufficiali della stagione 1970.

## Maglie e sponsor
| 1ª divisa |